# James Holden

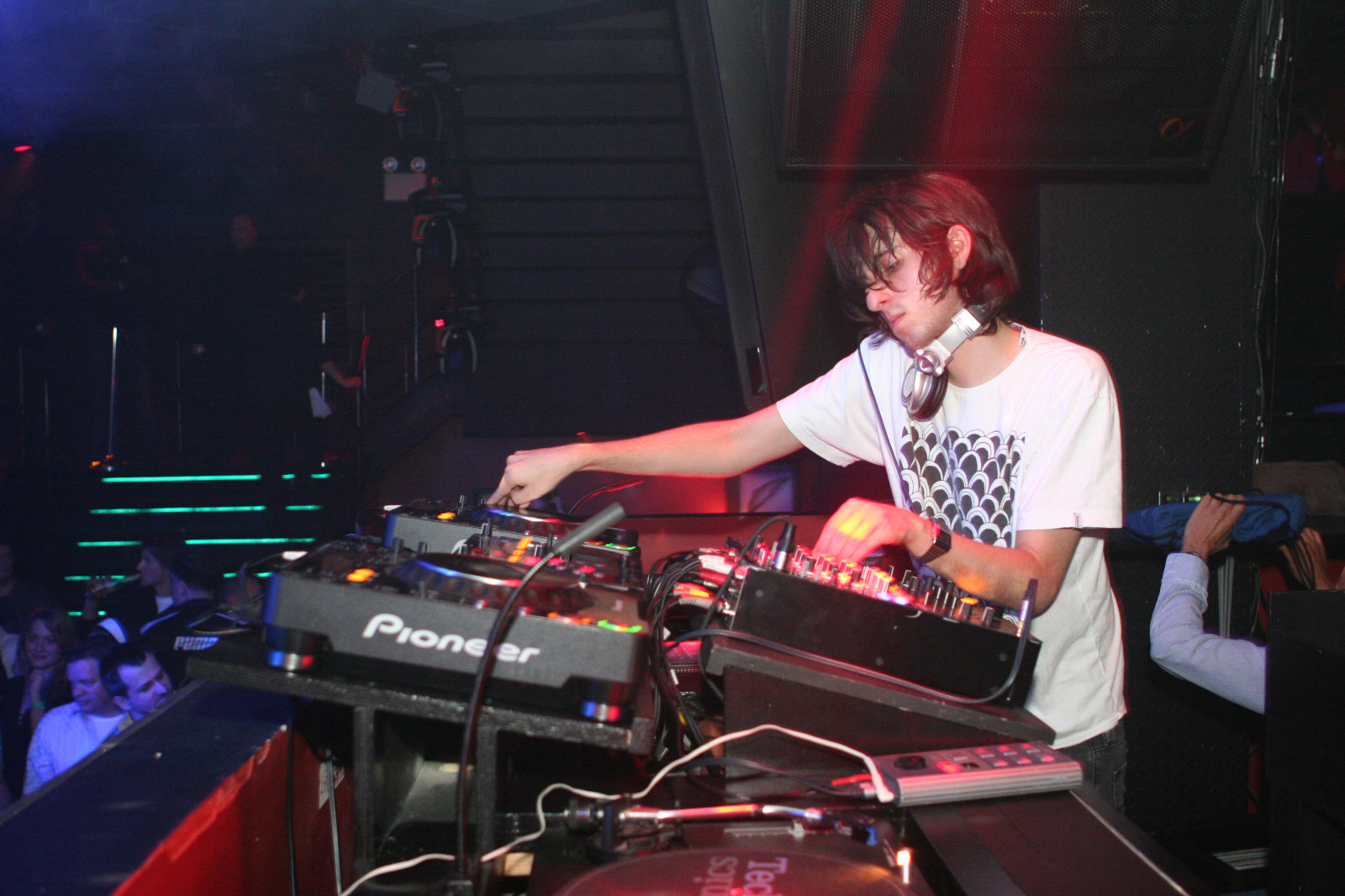
James Holden, 2006

James Holden (* 7. Juni 1979 in Exeter) ist ein britischer Techno-Musiker und -DJ, welcher zahlreiche Singles und Remixes auf verschiedenen Labels veröffentlichte. Dazu gehören solche wie Lost Language, Perfecto Recordings und Positiva Recordings. Zurzeit betreibt er sein eigenes Label Border Community. Außerdem arbeitete er mit der Sängerin Julie Thompson zusammen als Holden & Thompson.

## Ausgewählte Diskografie

### Alben
- The Idiots Are Winning  (Border Community)
- The Inheritors (Border Community)
- Imagine This Is a High Dimensional Space of All Possibilities (2023)

Kollaborationen
- Marhaba (mit Floating Points und Maalem Mahmoud Guinia; 2015, Border Community)
- Outdoor Museum of Fractals (mit Camilo Tirado; 2016, Border Community)
- Three Live Takes (EP mit Houssam Guinia; 2018, Border Community)
- Long Weekend (EP mit Wacław Zimpel; 2020, Border Community)

### Mix Albums
- Fear of a Silver Planet (Silver Planet)
- Balance 005 (EQ (Grey))
- At the Controls (Resist Music)
- DJ-Kicks (Studio !K7)

### Extended Plays
- The Idiots Are Winning (Border Community)

### Singles
- Milky Globe & James Holden – „Sun Spots“ (LoBE)
- James Holden – „The Wheel“ (Cocoon)
- Holden & Thompson – „Nothing“ (loaded)
- James Holden – „A Break in the Clouds“ (Border Community)
- Holden & Thompson – „Come To Me“ (loaded)
- „Solstice/I Have Put Out the Light“ (Silver Planet)
- „One For You“ (Direction Records, Silver Planet)
- „Horizons“ (INCredible)

### Remixes
- Andre Kraml – „Safari“ (James Holden Remix)
- Avus – „Fancy Arse“ (James Holden’s Sunday Night Remix)
- Blackstrobe – „Nazi Trance Fuck Off“ (Holden Mix)
- Britney Spears – „Breathe on Me“ (Holden Dub)
- Britney Spears – „Breathe on Me“ (Holden Vocal Mix)
- Depeche Mode – „The Darkest Star“ (James Holden Remix/Dub)
- Kirsty Hawkshaw – „Fine Day“ (James Holden Remix)
- Madonna – „Get Together“ (James Holden Mix)
- Nathan Fake – „The Sky Was Pink“ (Holden Mix)
- Nathan Fake – „The Sky Was Pink“ (Holden Techno Tool)
- New Order – „Someone Like You“ (James Holden Heavy Dub)
- System 7 – „Planet 7“ (James Holden Remix)
- Roland Klinkenberg – Inner Laugh (James Holden Remix)
- Solid Sessions – Janeiro (James Holden remix)
- Radiohead – Reckoner (James Holden Remix)
- Joshua Ryan – Pistolwhip (James Holden Remix)